# Битва під Білою Церквою (1626)
Битва під Білою Церквою (9 жовтня 1626) — бій між шляхетсько-козацькими військами Речі Посполитої під командуванням Стефана Хмелецького та гетьмана реєстрових козаків Михайла Дорошенка з одного боку і силами Кримського ханства у складі кримських, ногайських і буджацьких татар з іншого під командуванням Азамат-Ґерай-нуреддіна. Завершився повною перемогою шляхетсько-козацького війська, яку здобули головно силами реєстровців.

## Передумови
З початком війни зі Швецією, яка вибухнула на Помор'ї, гетьман Станіслав Конєцпольський з головними силами кварцяних військ рушив восени з України над Віслу. Захист кордонів Корони було віддано в руки полковника Стефана Хмелецького, на чиїх плечах протягом найближчих п'яти років мала триматися вся східна політика Речі Посполитої, а перш за все взаємини з кримськими татарами. Враховуючи надзвичайно серйозну ситуацію, яка складалася на півночі, військові сили, які мав під рукою Хмелецький, були невеликі.
Король Швеції Густав II Адольф старався схилити татар до атаки на Польщу як через листи до хана, так і через своїх послів. Так само підбурював татар супротивник союзників Сигізмунда ІІІ Габсбургів, протестантський правитель Семигороду Габор Бетлен, що добре пам'ятав польську інтервенцію 1619 року та битву під Гуменним. Але татарам не було потреби дальшого заохочення до того, щоб використати момент ослаблення польських сил на терені України.

## Перебіг
Розраховуючи на те, що по відходу більшості військ разом з гетьманом Конєцпольським українські землі лишилися практично беззахисними, 10-15 тис. кримських, ногайських і буджацьких татар, ідучи Чорним Шляхом, вторглися наприкінці вересня в Україну і заклали кіш під Білою Церквою. Кіш було розбито в болотистій місцевості біля річки Рось. Незабаром по краю було розпущено чамбули за здобиччю і ясиром.
Стефан Хмелецький не гаяв часу і швидко зібрав 1 (за іншими даними 5) тисяч війська, в тому числі 6000 (інші дані 1500) козаків Війська Запорозького під проводом Михайла Дорошенка, якому послав універсал щодо походу. Негайно вдарив на захопленого зненацька ворога, відібравши всю здобич і завдавши дуже важких втрат.
Битва розпочалась виключно врукопаш через зливи, які намочили порох та тятиви луків, і тривала 2 години. Втікаючих татар переслідувано 4 години, тоді Хмелецький повернувся до Білої Церкви і знищив інші чамбули, що поверталися з плюндрування краю до коша, не знаючи про його розгром. До розгрому татар долучились також селяни. Багато татар загинули чи втопились під час переправи.
День чи два дні пізніше було розбито під Фастовом загін Бухара-султана і синів Кантемира-мурзи. Тоді ж ротмістр Байбуза розбив на якомусь броді загін татар, що повертався зі здобиччю. Разом татари втратили біля тисячі убитих, за іншими даними 4000, а крім того кілька бунчуків. Переможці узяли також 1200 полонених, серед яких було 40 або 50 мурз, тоді як самі втратили тільки 40 вбитих. Гетьман М. Дорошенко після битви відправив королю 20 найбільш значних бранців-татар, 10 їхніх хоругов, 1 бунчук; передача трофеїв відбулась публічно перед ратушею в Торуні на сеймі РП.
Оскільки Крим скоро було охоплено громадянською війною, українські землі на деякий час стали вільні від татарських навал.